# Felices años veinte

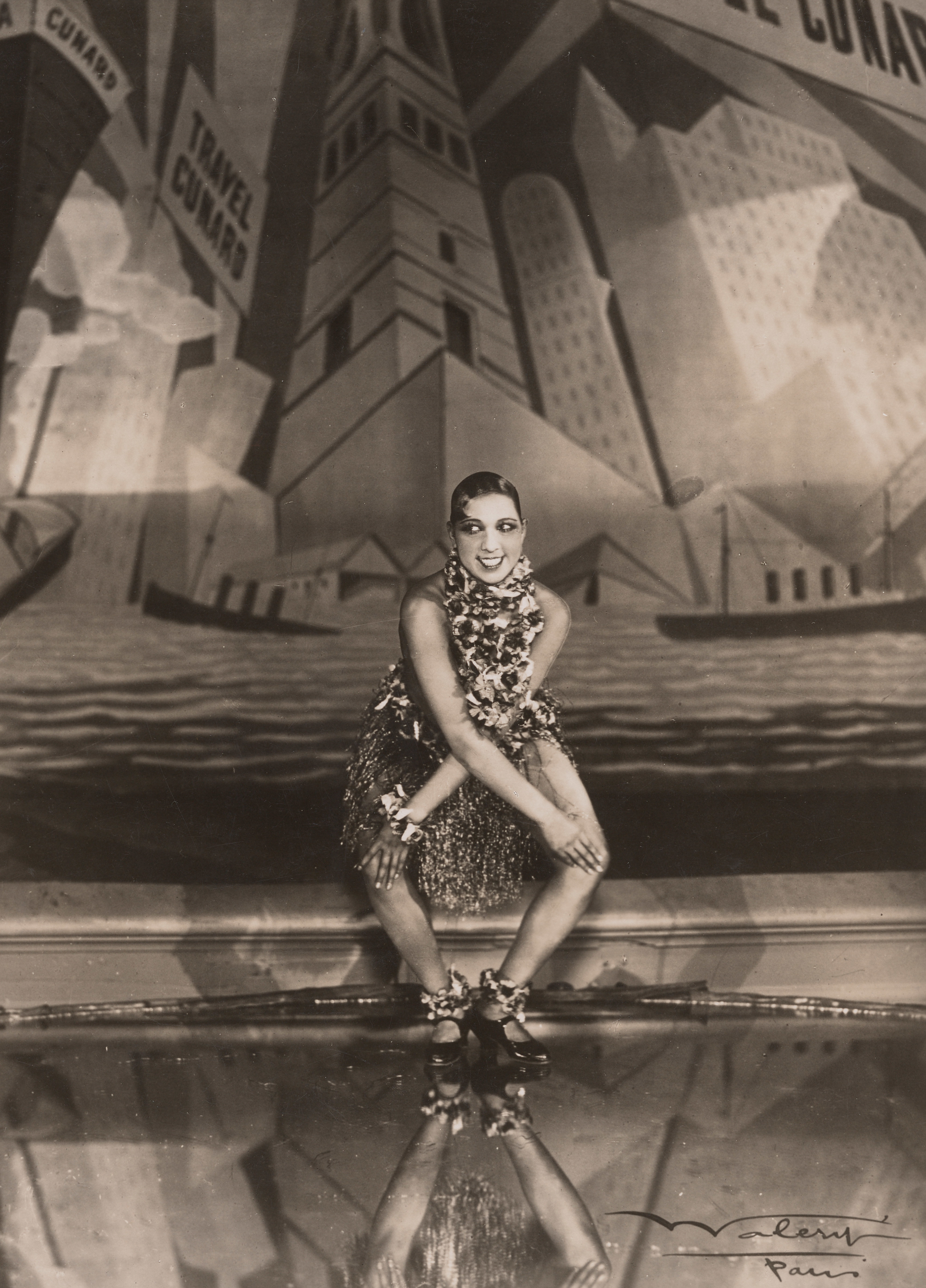
Joséphine Baker bailando el charlestón en el Folies Bergère, París, en 1926.

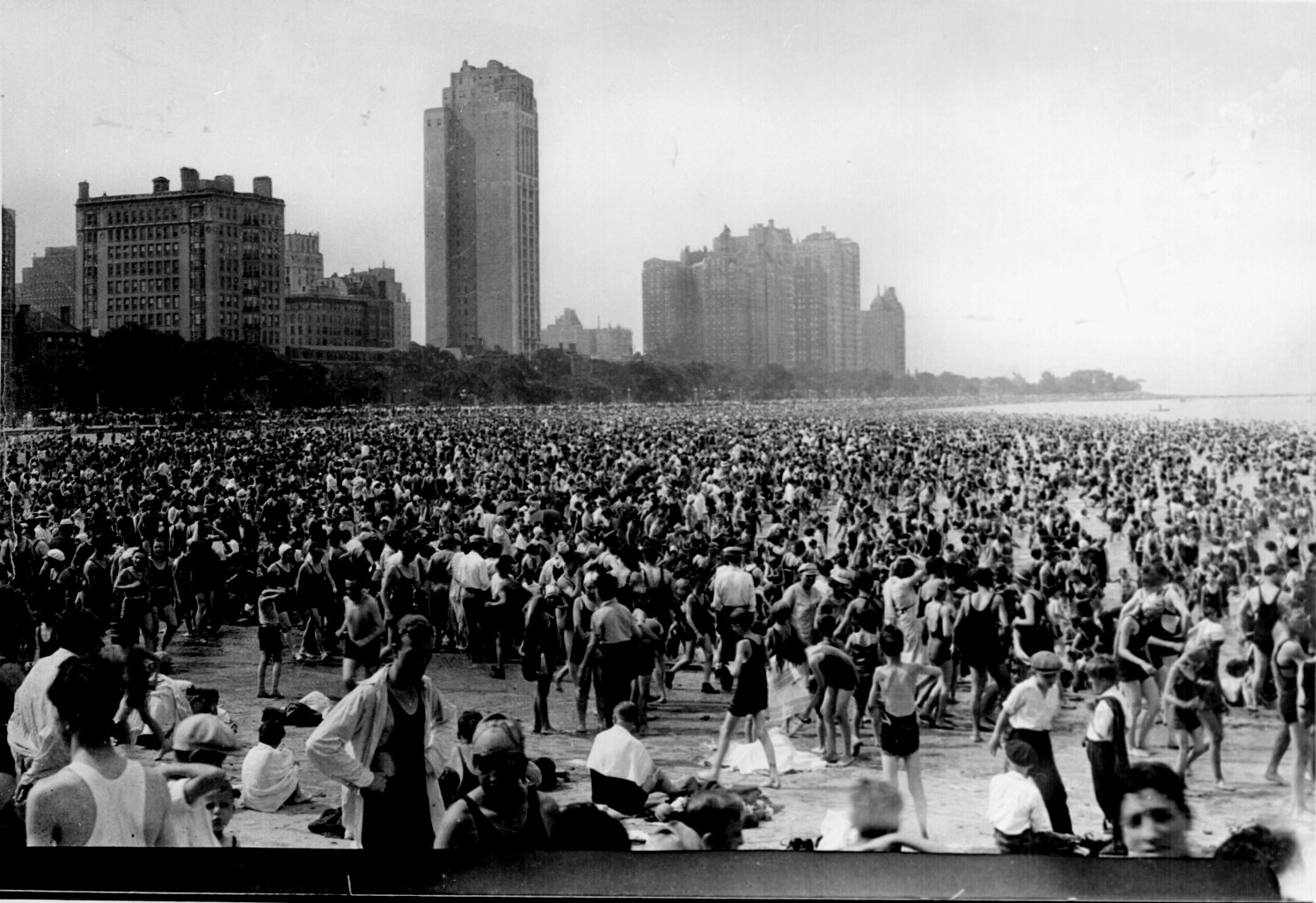
Fotografía de la ciudad de Chicago en 1925, con una multitud en la orilla del lago Míchigan.

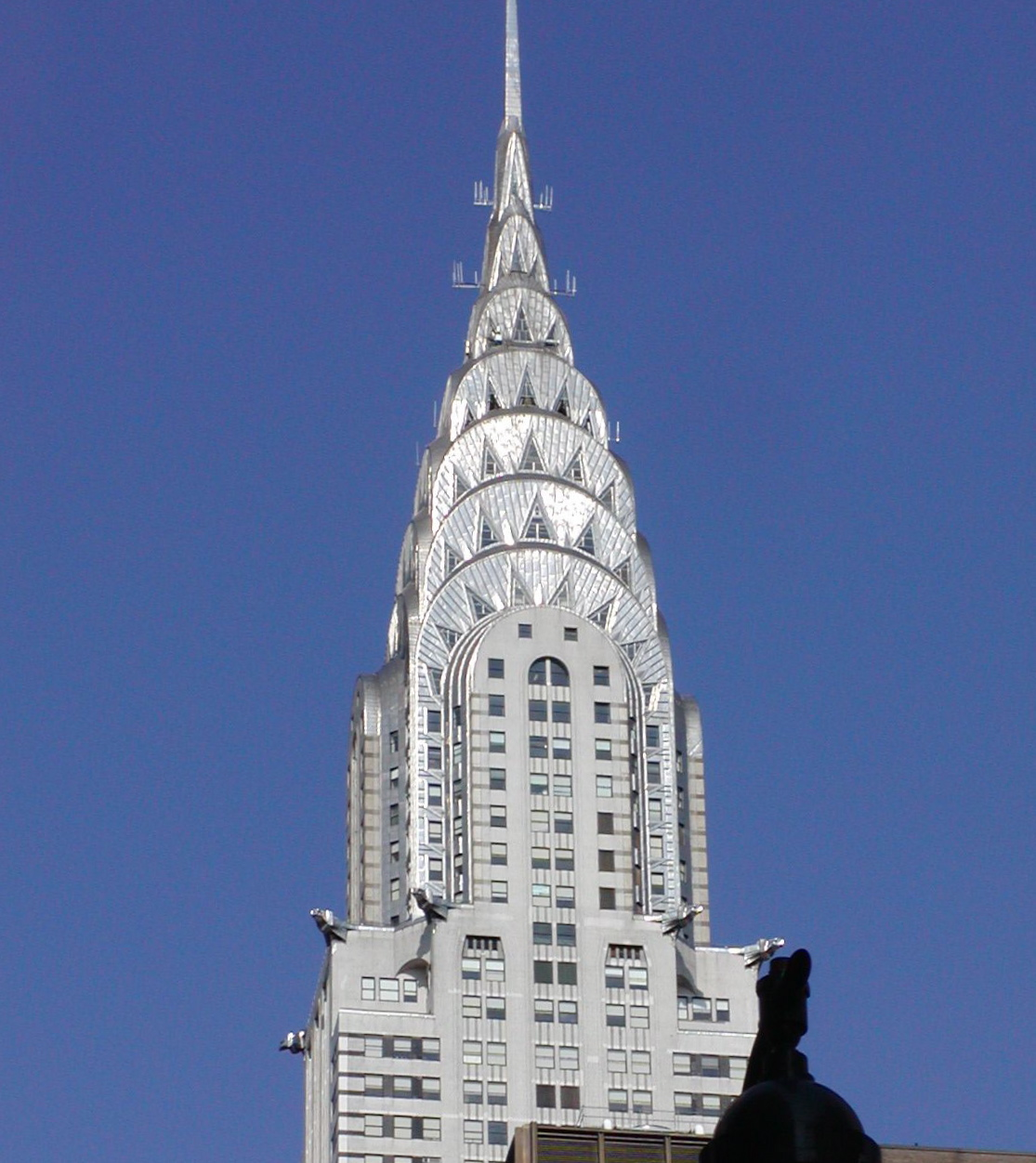
Coronamiento art déco del Edificio Chrysler en Nueva York, construido en 1928-1930.

La denominación felices años veinte, veinte dorados, locos años veinte o años locos (en inglés, roaring twenties o happy twenties; en francés, années folles; y en alemán, goldene zwanziger Jahre o glückliche zwanziger jahre) corresponde al período de prosperidad económica que experimentaron varias ciudades de Occidente en los años 1920, especialmente: Berlín, Buenos Aires, Chicago, Ciudad de México, Londres, Los Ángeles, Nueva York, París, São Paulo, Sídney y Toronto, como parte del periodo expansivo de un ciclo económico. Esta prosperidad benefició a toda la sociedad e hizo que la economía siguiera creciendo a un ritmo que no se había registrado antes, generando una burbuja especulativa. Pero esta prosperidad duraría un corto período que finalizaría el 24 de octubre de 1929, conocido como el Jueves Negro, y con la llegada del crac del 29 que culminaría finalmente con el advenimiento de la Gran Depresión.
En Estados Unidos durante este periodo se inicia la construcción de los grandes rascacielos, uno de los más icónicos fue el Chrysler de Nueva York y también surge la Generación perdida de escritores con Ernest Hemingway o Francis Scott Fitzgerald, quien publicó la novela El gran Gatsby en 1926, un verdadero símbolo de la época.

## Causa
Hubo determinantes a la hora de llegar a esta situación. En la Primera Guerra Mundial Estados Unidos había exportado grandes cantidades de armamento y otros productos a los países europeos. Al finalizar la guerra, la economía de Europa quedó tocada seriamente. Los efectos de los tratados de paz tuvieron su repercusión en el marco demográfico europeo. Alemania se vio seriamente afectada a causa de la pérdida de Alsacia y Lorena, territorios con grandes industrias mineras y, además, por la pérdida de sus colonias. Austria y Hungría vieron restringido su mercado interior al verse reducida a la cuarta parte su territorio anterior. A esto se le suma la pérdida de la hegemonía económica mundial de Inglaterra.
La primera Revolución Industrial y el colonialismo habían favorecido a este país. Al acabar la guerra, Reino Unido tenía deudas de guerra con Estados Unidos, al igual que muchos países europeos, lo que lógicamente favoreció la economía de Estados Unidos al ser receptor de estas. Esto se debe a que toda Europa necesitaba productos que no podían fabricar ellas por el hundimiento económico. Estados Unidos se vio frente a un exceso de demanda que provocó que los ingresos estadounidenses crecieran vertiginosamente mientras Europa se reconstruía.
Debe tomarse en cuenta que en 1913, bajo la presidencia de Wilson, nace el Sistema de la Reserva Federal. La burbuja que aconteció durante los Felices 20 fue impulsada en gran medida por ella.

## La economía

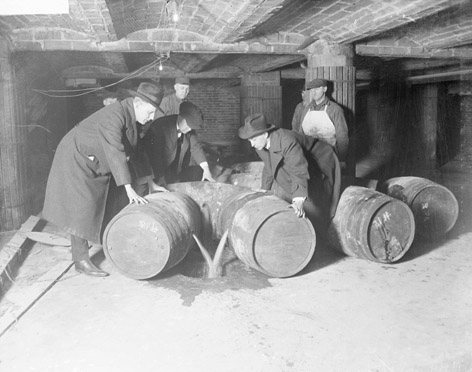
Agentes de policía destruyendo barriles de alcohol en 1921 para cumplir con la Ley Seca

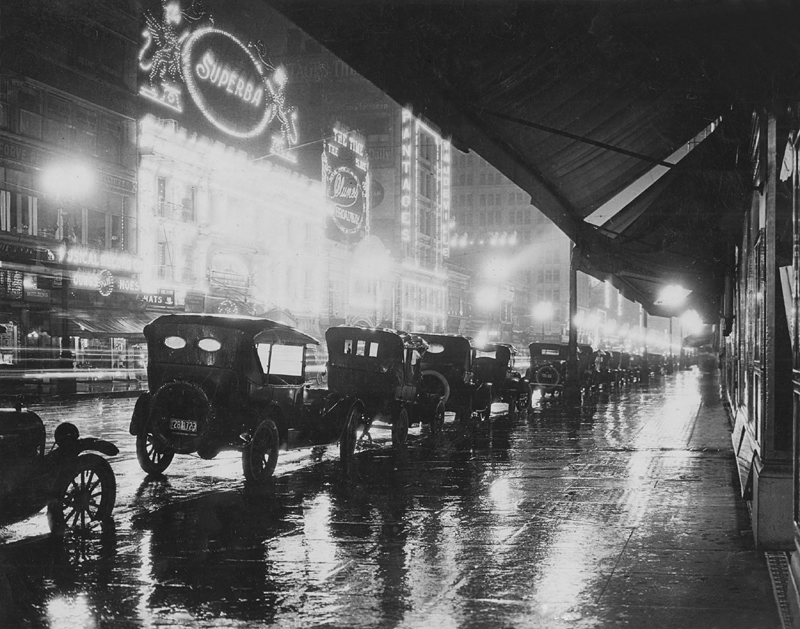
Fotografía nocturna de una calle de Los Ángeles (1920)

La expansión de Estados Unidos se basó en una profunda transformación productiva dominada por la innovación técnica. De esta forma se disminuían costos y se aumentaba la producción, obteniendo más beneficios. Fue en esta época donde se popularizó el uso del teléfono, el automóvil y los electrodomésticos. Estos aparatos eran demasiado caros, y fue entonces cuando se aplicó por primera vez la venta a plazos. Esto creó una oleada consumista, ya que la gente podía comprar los productos sin necesidad de tener el efectivo en un primer momento. El aumento del consumo y la popularización de la venta a plazos hizo que se comprara tanto hasta el extremo de que los consumidores se endeudaran por encima de sus posibilidades. También fue objeto de popularidad la difusión de la radio como medio de comunicación masivo, ya que era un dispositivo económico y al alcance de toda la población.
En estos tiempos la fábrica Ford innovó con la utilización de la cadena de montaje. De esta forma se reducían costos y tiempos de producción. Este método se aplicó a otros sectores (siderurgia, cristal, etc). También tuvieron efectos positivos la demanda de la construcción de rascacielos. Todo esto tuvo una gran influencia en el mercado de trabajo, dejando la tasa de desempleados en Estados Unidos en 13 millones. No había habido ninguna tasa tan baja hasta la fecha. Estos años constituyeron los mejores para la sociedad estadounidense. Se vivían unos años de excelente bienestar y de gran optimismo frente al futuro:

«[...] En Estados Unidos hoy estamos más cerca del triunfo final sobre la pobreza de lo que lo haya estado ningún otro país en la historia. El asilo para los pobres va a desaparecer en este país. No hemos conseguido todavía la meta, pero, si se nos da la oportunidad de conseguir la política desarrollada durante estos últimos ocho años, pronto, con la ayuda de Dios, estaremos en condiciones de ver el día en que la pobreza quedará desterrada de esta nación».

## Cultura
La cultura estadounidense en los años veinte tuvo una influencia sustancial en Europa, que importó el jazz, el charleston y el shimmy, así como el baile de cabaret y el cine. El interés por la cultura estadounidense aumentó en el París de la década de 1920, y los espectáculos y las estrellas del teatro de Broadway se introdujeron como innovaciones para la élite europea. Este fue el caso de la famosa Revue Nègre en 1925 en el Théâtre des Champs-Élysées donde Josephine Baker bailó charlestón casi desnuda, con gestos provocadores musicalizados por Sidney Bechet.
A principios de la década, el cine era mudo e incoloro, destacando Charles Chaplin, pero en 1922 se estrenó el primer largometraje a todo color, y en 1927 Warner Bros estrenó The Jazz Singer, la primera película de sonido que incluía secuencias de conversación limitadas.
En la década de 1920, las nuevas revistas atrajeron a las jóvenes alemanas con una imagen sensual y anuncios de ropa y accesorios apropiados. Las páginas brillantes de Die Dame y Das Blatt der Hausfrau mostraban la «Neue Frauen», «New Girl» o lo que los estadounidenses llamaban «flapper».

## El final

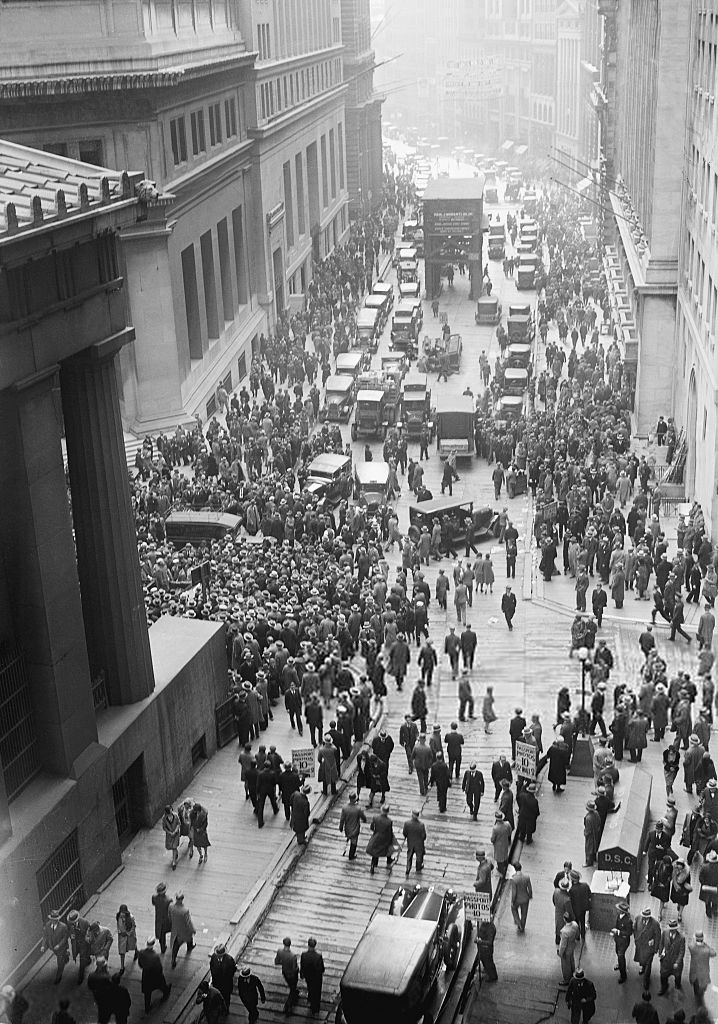
Multitud reunida en Wall Street después del crac de 1929

Europa se veía estancado a falta de exportaciones. Esta disminución afectó a más de 10 millones de personas. Todas estas personas comenzaron a emigrar a las ciudades (éxodo rural) y a vivir en barrios caracterizados por la pobreza.
Ante el miedo de los campesinos de no poder vender sus productos, muchos comenzaron a orientar sus beneficios a la bolsa. La gran compra de acciones provocó la subida de los precios de cotización. Esto favoreció que se compraran más acciones por parte de los empresarios. Convencidos de que obtendrían beneficios, muchos pidieron créditos a los bancos, endeudándose. Cuando las acciones pararon de subir, la gente empezó a vender rápidamente sus acciones para perder lo mínimo, lo que hizo que los precios bajaran y se siguieran vendiendo acciones aún más rápido. Este es el llamado Jueves Negro. El Martes Negro tuvo su lugar cinco días más tarde, cuando los bancos exigieron el dinero de los créditos cedidos, y los empresarios no pudieron hacer frente a su pago. En esos dos días hubo numerosos suicidios. El hundimiento de la economía repercutió directamente en la sociedad:

[...] Recuerdo que en una ocasión lo unico que había en casa para comer era mostaza. Mi hermana y yo nos pusimos tanta en las galletas que nos sentó mal. Todavía no la puedo probar.

Más tarde, esta crisis se extendería al resto del mundo a causa del papel que desempeñaban los Estados Unidos como proveedores mundiales de mercancías y, sobre todo, de capitales. La crisis llevaría entonces a emplear medidas proteccionistas como el clearing y prácticas políticas como empobrecer al vecino.